# Odo Akvitánský
Odo (Eudo, Theudo) zvaný Veliký (třetí čtvrtina 7. století – 735) byl vévoda, vládnoucí v Akvitánském vévodství nejméně od roku 700 až do své smrti roku 735.

## Životopis a vláda

### Původ

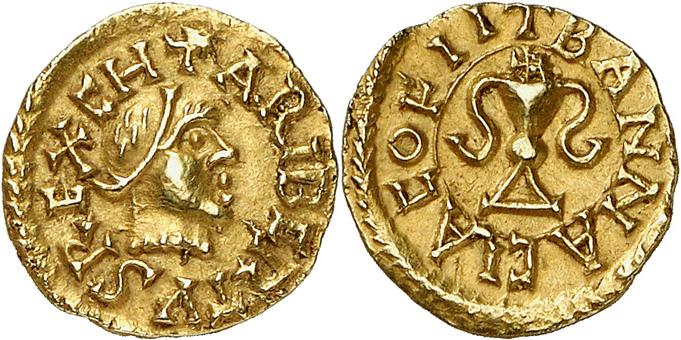
Mince Chrariberta II. († 632)

Jeho rodinný původ je nejistý. Nejčastěji rozšířená obecná verze předpokládá, že byl synem Boggise (či Bodegisela), údajného akvitánského vévody římského původua jisté Ody, merovejské šlechtičny, nejčastěji ztotožňovanou s Chrodoarou, zvanou též Oda z Amay (podle místa, kde založila klášter – Amay v dnešní Belgii). Samotný Bodegisel je pak vydávaný za prvorozeného syna dřívějšího akvitánského krále Chariberta II., kterého nechal roku 631 nebo 632 odstranit jeho nevlastní bratr Dagobert I. Některé další zdroje jako otce Odona uvádějí Bertranda či vévodu Lupuse I. Podle falešné listiny Charte d'Alaon, která popisuje genealogii rodu Odona Velikého, byl Hubert jedním z Odových bratrů.
Odo nastoupil na trůn možná již v roce 679 (pravděpodobné datum Lupusovy smrti) nebo v roce 688. Jsou možná i jiná data, včetně roku 692, ale je jisté, že v roce 700 již v Akvitánii vládl.
Celá rodová konstrukce má však mnoho nesrovnalostí. U Ody z Amay je uváděno datum úmrtí před rokem 634. Roku 588 či 589 měla po smrti manžela Bodegisela opustit Akvitánii a usadit se v Amay jako řeholnice. Tento manželský pár je někdy označován i za možné rodiče Arnulfa z Met, jednoho ze zakladatelů pozdějšího mocného rodu Karlovců. O smrti vyslance Bodigysela informuje k roku 588 i Řehoř z Tours, stejně tak se zmiňuje o úmrtí jiného Bodigysela (vévody) již roku 584. Ovšem ani jeden z nich nemůže být považován za rodiče vévody Odona, který se narodil někdy mezi léty 650 až 680.

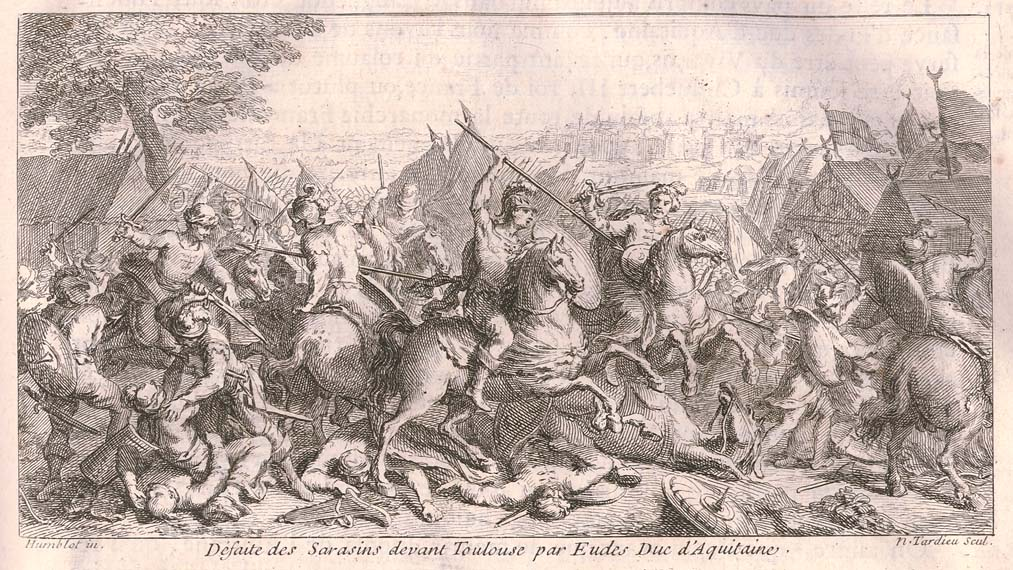
Porážka Saracenů před Toulouse Odonem Velikým (rok 721), Histoire générale de Languedoc, 1756

Dílo mnicha Mikuláše z Lutychu z 12. století Vita Landeberti episcopi Traiectensis auctore Nicolao Vita (et passio sancti) Lamberti (episcopi et martyris) Leodiensis uvádí i životní příběhy Huberta, v nichž je uvedeno, že Hubert pocházel z urozené rodiny z Toulouse, hlavního sídla Akvitánského vévodství a jeho tetou byla sv. Oda, vdova po nedávno zesnulém vévodovi Bohggisovi. Podle Catholic Encyclopedie byl nejstarším synem akvitánského vévody jménem Bertrand a sv. Oda je sestrou vévodovi manželky Afre. Což ovšem nevylučuje jeho příbuzenský vztah s Odou (tedy že byla jeho tetou a Odo mohl být jeho bratranec).
Sigebert z Gembloux se ve svém díle Chronicon zmiňuje k roku 711 o úmrtí sv. Ody, manželky (tedy nikoliv vdovy) vévody akvitánského Boggise.
Zřejmě nejstarším pramenem o původu vévody Odona, vévody akvitánského, je dokument zvaný Alaonská Charta, vytvořený údajně na zadání krále Karla II. Holého roku 845. Účelem této listiny mělo být potvrzení vlastnictví kláštera a dalších statků v Alarconu.. V rámci tohoto díla vznikl účelově rodokmen akvitánsko-gaskoňských vévodů, odvozený od výše zmiňovaného Chariberta II., kdy Boggis (nebo Bertrand) měl být po smrti mladšího bratra Chilpericha ušetřen a Dagobert mu měl dát do držení Akvitánii. Jenže Charibert II. zemřel rukou vraha mezi 14. až 15. rokem svého života, což potvrzuje dílo Gesta Dagoberti I. regis Francorum úmrtím druhé manželky jeho otce Chlothara II. Bertrady z Vermandois a sňatkem se Sichildou, matkou Chariberta, to přibližně k roku 618. Nelze tedy předpokládat, že by mohl mít staršího syna než Chilpericha, který jako dítě zemřel po vpádu jeho strýce Dagoberta do Akvitánie nejpozději roku 632.
Roku 1856 vydal francouzský historik Joseph-François Rabanis dílo Les Merovingiens de Aquitanie, essay historique et critique de la Charte D'Alaon, v němž potvrdil, že chronologie Charte d'Alaon je falzum ze 17. století a proto je původ Odona Akvitánského podle ostatních historických pramenů velmi nejasný. Snad jen s odkazem na jeho jméno lze usuzovat, že šlo o franského šlechtice s rodovou vazbou na Akvitánii a Gaskoňsko.

### Období vlády do roku 720
Počátek nástupu vlády Oda není historicky doložen. Vzhledem k jeho moci, která sahala až za Pyreneje, lze předpokládat, že využil občanské války ve Vizigótském království a následného vpádu muslimů na Pyrenejský poloostrov po roce 711 k rozšíření svého vlivu a území.
Počátkem druhého desetiletí 8. století jeho moc na jihu Franské říše nebyla nijak ohrožována, protože po smrti majordoma Pipina II. Prostředního roku 714 vypukl v centru říše boj o moc. Plektruda, vdova po Pipinovi, musela čelit dvojí vzpouře, když neustrijská šlechta proti ní a jejímu nezletilému vnukovi a nástupci Theudoaldovi povstala a vybrala si za svého majordoma Ragenfrida a její spojence porazila. Druhé nebezpečí vzniklo ze strany ambiciózního Karla Martela, který byl nelegitimním synem jejího manžela. Jeho příznivci ho osvobodili z vězení, kam ho Plektruda nechala vsadit a v Austrasii vyvolali povstání.
O rok později, po smrti slabého merovejského krále Dagoberta III., se situace ještě více zkomplikovala. Karel Martel měl stále větší převahu, když zvítězil 21. března 717 v bitvě u Vinci, přinutil neustrijskou šlechtu v čele s králem Chilperichem II. a majordomem Ragenfridem, aby začali jednat s Odonem Akvitánským, který přislíbil pomoc. Za spojenectví mu byl údajně přislíben titul krále, což je historiky zpochybňováno.
Okolnosti na jižních a východních hranicích vévodství ohrožované muslimy však Odona přimělo jednat s mocnějším Karlem Martelem. Karel Martel zvítězil v roce 718 v bitvě u Soissons, kde porazil Chilpericha II. a jeho majordoma Ragenfrida. Po porážce v bitvě vyhledal Chilperich azyl u Odona a Ragenfrid se opevnil v Angers, kde vzdoroval až do roku 731. Když roku 719 zemřel mladý austrasijský král Chlothar IV., Odo s Karlem Martelem uzavřel smír, vydal mu krále Chilpericha, který byl donucen uznat Karla Martela králem všech Franků.

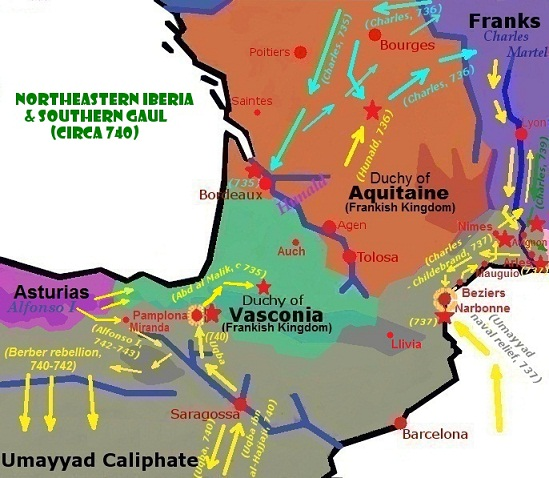
Severovýchodní Iberie a jižní Galie kolem, 1. poloviny 8. století, vojenské kampaně a geopolitická situace

### Saracénský vpád a bitva u Toulouse
Po několika neúspěšných nájezdech se podařilo muslimským vojskům roku 720 pod vedením Al-Samh ibn Malika dobýt Narbonne a zachytit se ve vizigótské Septimánii. Odtud umajovský chalífát dobýval či ohrožoval další místa v Septimánie, například Béziers, Nîmes či Montpellier. O rok později se rozhodli k dobytí hlavního sídla Akvitánie – Toulouse. Tou dobou se vévoda Odo pokoušel vyjednat pomoc u Karla Martela, ovšem marně, do Akvitánie se vrátil jen s pomocnými sbory Franků. Jeho armádu však posílili Baskové a tak obléhané Toulouse 9. června roku 721 osvobodil. Dobová zpráva hovoří o třech stovkách tisíc mrtvých na straně muslimů, ale reálné odhady se blíží ku čtyřem tisícům, s toho křesťanů padlo 1 200 až 1500. Samotný Al-Samh zemřel krátce po bitvě.
Zpráva o vítězství nad muslimskými dobyvateli se záhy dočkala odezvy až v Římě a Odo byl veleben samotným papežem Řehořem II.
Saracéni nově obrátili svoji pozornost na oblast Burgundska. Sice již roku 722 utrpěli porážku v Hispánii v bitvě u Covadongy od asturského krále Pelaya, kterou se začíná období reconquisty. Přesto záhy napadli města Autun, Lyon a Avignon, která spadala pod přímou správu Franské říše. O této události informuje Anales et chronica aevi Caroli, ovšem s chybnými údaji v letopočtech.

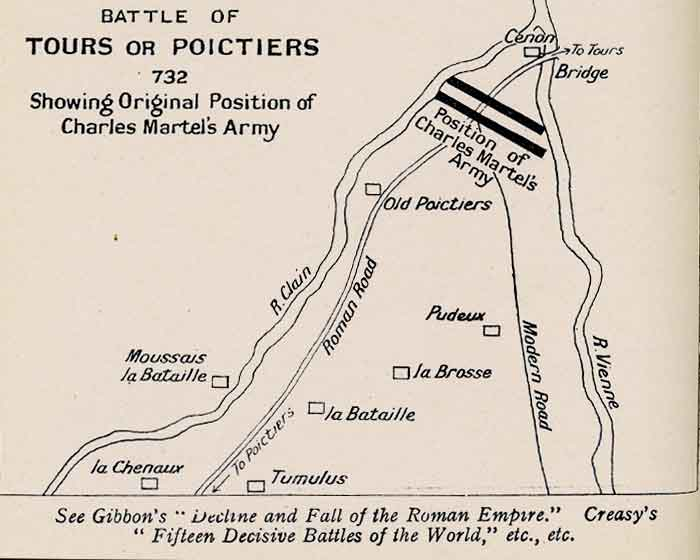
Rozmístění armády Karla Martela u Tours roku 732

### Bitva u Bordeaux a Tours
Situace se změnila roku 730, když se walim v Al-Andalusu stal Abdul Rahman Al Ghafiqi. Ten přebral dohled nad oblastí muslimské Hispánie a Septimánie v době rozbrojů mezi Araby a Berbery, kteří se cítili být od svých arabských pánů nedostatečně oceněni. Obsadili severní část méně úrodné al-andaluské provincie, která hraničila s křesťanskými nepřáteli a v Africe po nich Arabové požadovali daň. To vše vedlo k tomu, že berberský správce Cerdanye (tehdy rozsáhlého území v severním Katalánsku) Uthman ibn Naissa (zvaný v křesťanských dílech jako Munuza) se roku 731 otevřeně postavil na odpor proti Arabům. S Odonem Akvitánským uzavřel nespecifikovanou mírovou dohodu, která byla stvrzena sňatkem mezi Munuzou a Lampegieou, dcerou Odona. Toto manželské spojení bylo vnímáno ze strany Karla Martela jako zrada a ze strany Abdula Rahmana jako porušení dohody.
Munuza byl záhy poražen, popraven a vítězný Abdul Rahman vtrhl se svým vojskem o počtu 70 000 až 80 000 vojáků do Akvitánie. Osud jeho manželky Lampegie není znám. Mezitím uspořádal proti Odovi výpravu i Karel Martel, byť se podle pokračovatelů Fredegarova díla Saracénská vojska s Odonem střetla u Bordeaux, kde zvítězila. Vévoda ustoupil k řece Garonně, zde však byl zaskočen, protože muslimské vojsko obešlo jeho armádu a překvapivě zaútočilo ze zálohy. Následky byly pro Odona katastrofální, jeho armádu Saracéni rozdrtili a město Bordeaux bylo vydrancováno. Poté se vydali do Poitiers, kde vypálili kostel sv. Hilaria. Odo Akvitánský požádal o pomoc Karla Martela, který se rozhodl postavit se muslimské invazi do křesťanské Franské říše, za což zřejmě musel Odon Akvitánský obnovit svůj vazalský slib k Franské říši.
Franská armáda čítala sotva třetinu oproti počtu muslimských vojsk, ale Karel Martel dokázal několik dní úspěšně taktizovat, nakonec saracénské vojsko 23. října 732 porazil v bitvě u Tours, přičemž definitivně zastavil muslimskou invazi do Franské říše. Abdul Rahman v bitvě padl a zbytek jeho vojska se stáhl zpět za Pyreneje.
O konci života Odona Akvitánského se dochovalo minimum informací. Některé z nich mylně uvádějí rokem Odonova úmrtí rok 728 a následné výpravě Karla Martela do Akvitánie, ale jde o špatnou interpretaci a spojení událostí roku 732 a následně roku 735, kdy Odo podle Fredegarových pokračovatelů skutečně zemřel a Karel Martel podnikl výpravu do Akvitánie.

## Odo Veliký ve franských letopisech

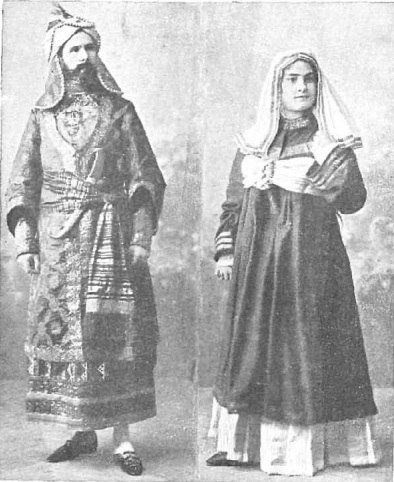
Romantizová fotografie od Manuela Compañy zobrazující Munuzu a Lampagii, rok 1901

Akvitánie a Gaskoňsko v době Odona Velikého (1. pol. 8. stol.)

Katastrofální porážka u Bordeaux, oproti zářnému vítězství Karla Martela nad křesťanskými nepřáteli, Odonovi na prestiži nepřidala, nehledě k tomu, že se spolčil s berberskými rebely. Franskými a později i francouzskými kronikáři byl v některý případech líčen jako zbabělec a křivopřísežník, ale takové hodnocení vévodových činů se stalo tendenčním, když bylo třeba zdůrazňovat oslavné činy významných představitelů karolínské dynastie a nikoliv její opozice. Vévoda Odo si i přes své formální vazalství k Franské říši udržel nezávislé postavení v Akvitánii.

## Rodina
Odo byl údajně ženat s Valtrudou (Waltrudou), dcerou vévody Walachia, který měl být údajně nejmladším synem Arnulfa z Met, což by znamenalo, že Valtruda a Karlův otec Pipin II. Prostřední byli bratranec a sestřenice, přesto toto tvrzení není prokázané.
Odo a Valtruda měli mít spolu čtyři děti:
- Hunald, který se po otcově smrti stal akvitánským vévodou, ale vzepřel se majordomovi Pipinovi Krátkému, který ho po vítězném tažení roku 744 poslal do kláštera. Na jeho místo byl dosazen syn Waiofar, který taktéž rebeloval. Po jeho smrti roku 768 Hunald údajně uprchl z kláštera a postavil se do čela povstání. Následně byl zrazen gaskoňským vévodou Lupem II. a předán Karlovi Velikému. Jiná verze hovoří o tom, že se jednalo o syna Waiofara Hunalda II.
- Hatto, jehož potomci byli spřízněni s gaskoňskými vévody
- Remistan († 768), který zemřel v boji
- Lampagie, provdaná za berberského správce Cerdanye Munuzu, po jehož smrti není její další osud známý, zřejmě skončila v některém harému významného muslimského vládce.[17]

## Rozsah panství
Není přesně zdokumentován, ale patrně hranice Akvitánského vévodství zůstala ve svých hranicích z dob merovejských králů, bez majordomské nadvlády. Vévodství zahrnovalo převážnou část jihozápadu dnešní Francie, tedy od pobřeží Atlantského oceánu od Pyrenejí až na sever k ústí řeky Loira, kde tato řeka tvořila hranici se zbytkem Franské říše. Výjimku tvořila pouze Septimánie, která byla až do svého dobytí muslimskými nájezdníky součástí Vizigótské říše. Odonova moc údajně sahala až za Pyrenejské pohoří, a to přinejmenším do Baskicka, severní části historické Kantábrie a Navarry, to však zřejmě pouze v poměrně krátkém období, kdy se království Vizigótů rozpadalo pod náporem muslimského vpádu, až po ovládnutí samotnými muslimy či se stalo součástí Asturského království. Tento celek s částí jižní Akvitánie tvořilo Gaskoňské vévodství.
Obzvláště oblast Akvitánie byla vnímána jako vyspělá část Franské říše, více romanizovaná než její zbytek, bohatá na úrodu, zvěř i přírodní bohatství. Bohatá síť církevních sídel svědčila o kulturní vyspělosti, vzdělanosti a pro vznešené Franky bylo držení zdejší půdy nejen ekonomicky výhodné, ale i věcí prestiže. Na druhou stranu zde existovala jižní část vévodství – Baskicko, vnímána Franky jako barbarské území.